# Geografija Hrvaške
Geografijo Hrvaške opredeljuje njena lokacija - opisana je kot del srednje Evrope in jugovzhodne Evrope, del Balkana in Srednje Evrope. Hrvaško ozemlje obsega 56.594 km², s čemer je 127. največja država na svetu. Meji na Bosno in Hercegovino ter Srbijo na vzhodu, Slovenijo na severozahodu, Madžarsko na severu in Črno goro ter Jadranskim morjem na jugu. Večinoma leži med zemljepisnima širinama 42 ° in 47 ° S ter dolžinama 13 ° in 20 ° V. Hrvaške teritorialne vode obsegajo 18.981 kvadratnih kilometrov v 12 navtičnih milj (22 km) širokem pasu, njene notranje vode znotraj osnovne črte pa pokrivajo dodatnih 12.498 kvadratnih kilometrov.
Panonska kotlina in Dinarsko gorovje skupaj z Jadransko kotlino predstavljajo glavne geomorfološke dele Hrvaške. Nižine predstavljajo večino Hrvaške, pri čemer je nadmorska višina, nižja od 200 metrov izmerjena na 53,42% ali več kot polovici državnega ozemlja. Večji del nižin najdemo v severnih regijah, zlasti v Slavoniji, ki je del Panonske kotline. Ravnine so prepredene s horsti in tektonskimi jarki, za katere se domneva, da so kot otoki razbili površino pliocenskega Panonskega morja. Največ predelov z višjimi nadmorskimi višinami najdemo na območju Like in Gorskega kotarja v Dinarskih Alpah, vendar višja območja najdemo približno enako razpršeno v vseh regijah Hrvaške. V Dinarskih Alpah se nahajajo vse hrvaške gore, višje od 1500 metrov, vključno z najvišjo goro na Hrvaškem, Dinaro z vrhom Sinjal (1831 mnv). Hrvaška obala Jadranskega morja je dolga 1777,3 kilometra, medtem ko njenih 1.246 otokov in otočkov obsega nadaljnjih 4.058 kilometrov obale, kar naredi hrvaško obalo najbolj razčlenjeno obalo v Sredozemlju. Kraški relief predstavlja približno polovico Hrvaške in je še posebej izrazita v Dinarskih Alpah, najdemo pa je tudi po vseh obalnih območjih in otokih.
62 % ozemlja Hrvaške zajema črnomorsko povodje. Območje vključuje največje reke, ki tečejo v državi: Donava, Sava, Drava, Mura in Kolpa. Preostanek pripada jadranskemu porečju, kjer je daleč največja reka Neretva. Večina Hrvaške ima zmerno toplo in deževno celinsko podnebje, kot ga opredeljuje Köppnova podnebna klasifikacija. Povprečna mesečna temperatura se giblje med –3 ° C in 18 ° C. Hrvaška ima zaradi podnebja in geomorfologije številne ekoregije, zato je med najbolj biotsko raznovrstnimi v Evropi. Ozemlje delimo na štiri biogeografske regije: Sredozemlje ob obali in v njenem neposrednem zaledju; alpsko v povišani Liki in Gorskem kotarju; panonsko ob Dravi in Donavi; in celinsko na preostalih območjih. Na Hrvaškem je 444 zaščitenih naravnih območij, ki zajemajo 8,5 % države. Tu živi približno 37.000 znanih vrst organizmov, skupno število vrst pa je ocenjeno na približno 50.000 do 100.000.

## Demografija in upravna delitev
Stalno prebivalstvo Hrvaške je po popisu leta 2011 doseglo 4,29 milijona. Gostota prebivalstva je bila 75,8 prebivalca na kvadratni kilometer, celotna pričakovana življenjska doba na Hrvaškem ob rojstvu pa 75,7 leta. V državi živijo večinoma Hrvati (89,6 %), manjšine pa vključujejo Srbe (4,5 %) in 21 drugih narodnosti (manj kot 1 %), ki jih priznava ustava. Odkar so bile leta 1992 ponovno ustanovljene županije, je Hrvaška razdeljena na 20 županij ter glavno mesto Zagreb kot svoj okraj. Okraji so razdeljeni na 127 mest in 429 občin. Povprečna stopnja urbanizacije na Hrvaškem je 56%, z naraščajočim mestnim prebivalstvom in krčenjem podeželskega prebivalstva. Največje mesto in glavno mesto države je Zagreb s 797.952 mestnimi prebivalci v samem mestu in metropolitanskim območju s 978.161 prebivalci. Število prebivalcev Splita in Reke presega 100.000, še pet drugih hrvaških mest pa ima po več kot 50.000 prebivalcev.